# Александр Бен
Алекса́ндр Бен (англ. Alexander Bain; *11 червня 1818 — †18 вересня 1903) — англійський психолог, останній визначний представник емпіричної асоціативної психології. Це вчення набуло у нього найбільш повного і систематичного вигляду.
Праці Бена сприяли формуванню так званої фізіологічної психології.